# Венец (Бургасская область)
Венец (болг. Венец) — село в Бургасской области Болгарии. Входит в состав общины Карнобат. Находится примерно в 15 км к западу от центра города Карнобат и примерно в 57 км к западу от центра города Бургас. По данным переписи населения 2011 года, в селе  проживал 251 человек.

## Население
| Год     | 1934 | 1946 | 1956 | 1965 | 1975 | 1985 | 1992 | 2001 | 2011 |
| ------- | ---- | ---- | ---- | ---- | ---- | ---- | ---- | ---- | ---- |
| Жителей | 1060 | 1289 | 1209 | 1069 | 806  | 513  | 456  | 386  | 251  |

| Национальность  | Человек | Процент |
| --------------- | ------- | ------- |
| болгары         | 209     | 83,27%  |
| турки           | 5       | 1,99%   |
| цыгане          | 30      | 11,95%  |
| другие          | 4       | 1,59%   |
| не определились | 3       | 1,2%    |
| Всего ответов   | 251     |         |

|  |